# The Buggles
The Buggles je anglická new Wave skupina, kterou v Londýně v roce 1977 založili zpěvák a baskytarista Trevor Horn a klávesista Geoff Downes. Nejvíce jsou známí díky svému debutovému singlu z roku 1979 „Video Killed the Radio Star“, který se dostal na první místo britské singlové hitparády, obsadil první příčku v dalších 15 zemích, stal se převratným ve vývoji populární hudby a byl vybrán jako vůbec první videoklip odvysílaný stanicí MTV v roce 1981.
Dvojice vydala své první album The Age of Plastic v lednu 1980. Již 7. září 1979 vyšel jako úvodní singl právě „Video Killed the Radio Star“. Krátce po vydání alba Horn a Downes vstoupili do progresivní rockové kapely Yes, s níž nahráli a vydali album Drama. Po turné k albu se Yes v roce 1981 rozpadli. Téhož roku, 1. srpna, se klip k „Video Killed the Radio Star“ stal historicky prvním videoklipem odvysílaným na MTV ve Spojených státech.
O rok později Buggles vydali druhé album Adventures in Modern Recording, které však komerčně neuspělo a vedlo k rozpadu skupiny.
Od roku 1998 Horn a Downes příležitostně vystupovali s písněmi The Buggles. První oficiální turné kapely proběhlo v roce 2023, avšak už bez účasti Downese – pouze s Hornem v sestavě.

## Členové

### Současní členové
- Trevor Horn – hlavní zpěv, baskytara, kytara, zvukové efekty (1977–1982, 1998, 2004, 2010, 2011, 2023–dosud)

### Bývalí členové
- Geoff Downes – klavír, klávesy, syntezátory, bicí, perkuse, doprovodné vokály (1977–1981, 1998, 2004, 2010, 2011)
- Bruce Woolley – hlavní a doprovodné vokály, kytara (1977–1979, 2004, 2010)

### Členové na turné
- Debi Doss – doprovodné vokály (1979, 2004)
- Linda Jardim-Allen – doprovodné vokály (1979, 2004; zemřela 2015)
- Earl Harvin – bicí (2023)
- Mat Dauzat – kytara (2023)
- Jamie Muhoberac – klávesy (2023)
- La Tanya Hall – doprovodné vokály (2023)
- Everett Bradley – doprovodné vokály, perkuse (2023)

## Diskografie
Studiová alba
- The Age of Plastic (1979)
- Adventures in Modern Recording (1981)